# Игра Рипли (роман)
«Игра Рипли» (англ. Ripley's Game) — детективный роман с элементами триллера американской писательницы Патриции Хайсмит, впервые опубликованный в 1974 году. Третий в серии о похождениях Тома Рипли.

## Адаптации
- Роман был вольно экранизирован Вимом Вендерсом в 1977 году под названием «Американский друг». Роль Рипли в этом классическом артхаусном фильме исполнил Деннис Хоппер. Некоторые элементы фабулы позаимствованы из другого романа Хайсмит, «Мистер Рипли под землёй»[1]. Сама Хайсмит приняла фильм без восторга, особенно её удручил выбор актёра на роль Тома.[2] Впоследствии она скорректировала своё мнение, назвав сцены в поезде «сногсшибательными».[1]
- В 2002 году вышел фильм Игра Рипли (реж. Лилиана Кавани), в котором роль Тома исполнил Джон Малкович.
- В 2009 году была создана радиопостановка компанией BBC Radio 4. Йен Харт сыграл Тома.

## Российское издание
- Амфора: 2003, 383 стр. Перевод — Игорь Богданов
- Амфора: 2004, 432 стр. Перевод — Игорь Богданов (третий том собрания сочинений о Томе Рипле).[3]